# John Bumstead
John Bumstead (ur. 27 listopada 1958 w Londynie) – były angielski piłkarz grający niegdyś na pozycji pomocnika, głównie w Chelsea dla której wystąpił łącznie 409 razy i na liście zawodników z największą liczbą występów w barwach The Blues zajmuje dziesiąte miejsce.
Bumstead do Chelsea trafił w 1976 roku. Od sezonu 1978/79 regularnie grał w podstawowym składzie. W 1986 roku sięgnął po swoje jedyne trofeum w karierze - wraz z kolegami z zespołu zwyciężył w turnieju Full Members Cup. W finale tej imprezy wystąpił przez pełne 90 minut w meczu z Manchesterem City, który zakończył się zwycięstwem 5:4 dla The Blues. W 1991 roku Bumstead odszedł do Charltonu Athletic w którego barwach grał przez dwa lata i w tym czasie zaliczył 56 ligowych spotkań w których strzelił 3 gole.